# ポーテイルズ

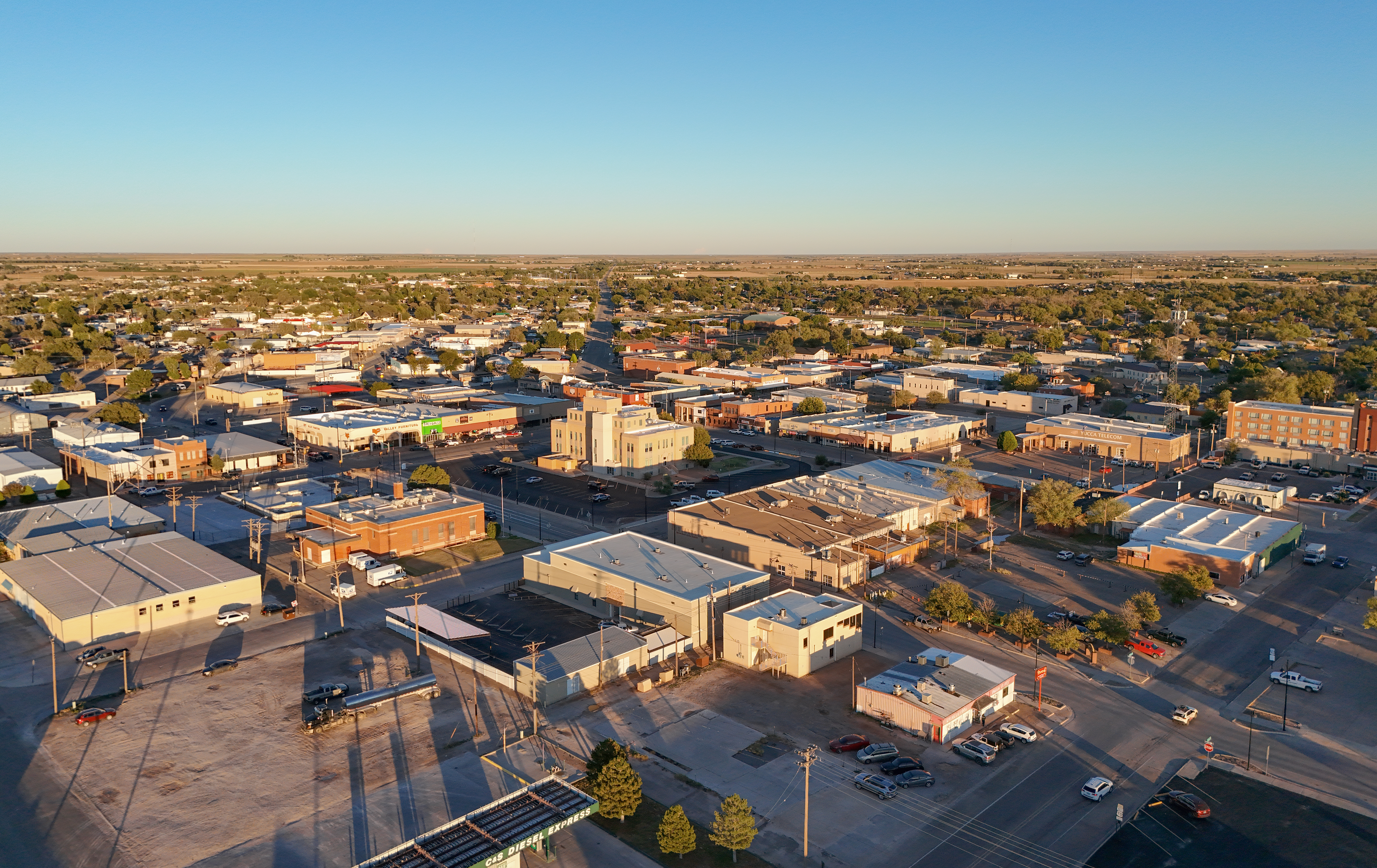

ポーテイルズ（Portales）は、アメリカ合衆国ニューメキシコ州の都市。ルーズベルト郡の郡庁所在地である。人口は1万2137人（2020年）。キャノン空軍基地とイースタン・ニューメキシコ大学が地域経済に大きく貢献している
ポーテイルズ都市圏の中核である。広域ではクローヴィス＝ポーテイルズ結合統計地域に含まれる。

## 都市
都市のダウンタウン地域は、郵便局と様々な商業の場と同じく、郡庁舎、シティホールのスペインの都市デザインから由来する、伝統的な広場の中心にある。ダウンタウン地域に位置する歴史的な劇場、ヤム・シアターは、現在は修復中である。イースタン・ニューメキシコ大学は、キャンパスと学生で満たされた周囲の住宅がかなりの大きな地区を形成している。ポーテイルズには34の教会があり、バプテストが支配的である。

## 地理

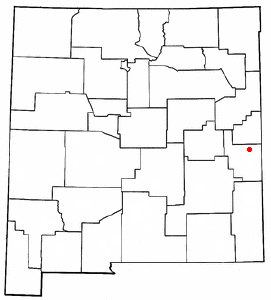
州内の位置

ポーテイルズは北緯34度10分56秒 西経103度20分19秒 / 北緯34.18222度 西経103.33861度 に位置している。アメリカ合衆国国勢調査局によると、都市の総面積は17.7 km² (6.8 mi²)で、すべて陸地である。

## 歴史
入植地は19世紀後半に創設され、都市は1909年に正式に創設された。その最初の市長はエルスワース・リンゼイで、後のニューメキシコ州知事であった。ピーナッツとサツマイモは、かつて地域の最大の産品であった。ポーテイルズは合衆国におけるヴァレンシア・ピーナッツの最大の産地のひとつであるが、今日では酪農の比率が高くなっている。

## 生活

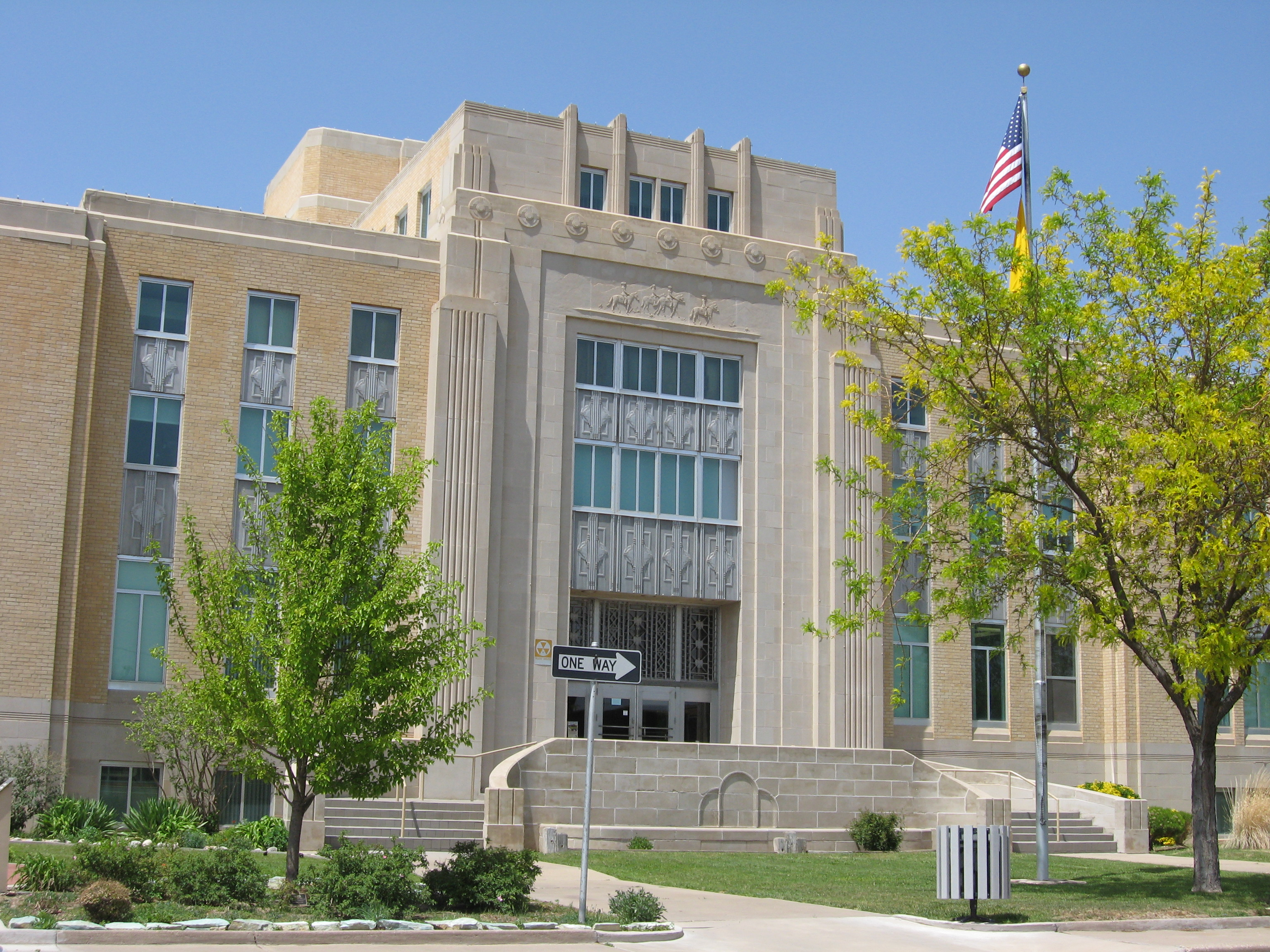
郡裁判所

Bizjournals.comによって行われた577の小都市地域の研究によると、ポーテイルズはクオリティ・オブ・ライフで合衆国で15位、合衆国で9位に格付けされた。研究の目的はアメリカの最も魅力的な小都市地域を特定することであり、経済が強く、交通が軽く、生活費が適度で、大人がよく教育されており、大都市へのアクセスが合理的で近い、小さくてよく発達したコミュニティにポイントが与えられた。格付けは、ニューメキシコ州ポーテイルズは非常に住みやすく働きやすい場所であることを示している。
研究は、人口の増加、一人当たりの収入、中小企業の成長、専門的な仕事、通勤、生活費、進歩の度合いを含む12のカテゴリーを特定した。都市は肯定的な結果でポイントが与えられ、それらが全国平均の下にあれば負のスコアを与えられた。これらのスコアを合計して、小都市地域の総合的なランクのリストを決定した。
上位25位の中で最小の都市のポーテイルズは、8.96のクオリティ・オブ・ライフのスコアを受け、全国で15位であった。研究の著者であるスコット・トーマスによると、一人当たりの所得、短い通勤時間、例外的に低い税金、学位を持っている大人のかなり高い割合が、ポーテイルズがランクされた大きな要素である。上位10位に入るために克服すべき唯一の障害は、大都市エリアへのアクセスである。ロスアラモスは、上位20位に入った唯一のニューメキシコ州の他の都市である。

## 教育
イースタン・ニューメキシコ大学の本キャンパスがある。1934年に開校し、州で3番目に大きな大学に成長した。土地柄ヒスパニックの学生が多い。

## 考古学
ニューメキシコ州ポーテイルズ近くのブラックウォーター渓谷内に位置するブラックウォーター地域1号遺跡は、北米の考古学でもっとも有名で重要な遺跡のひとつである。ブラックウォーター渓谷での初期の調査は、マンモス、ラクダ、ウマ、バイソン、剣歯虎、原狼を含む、更新世後期の動物と関連した人間の行動に関する証拠を回復した。
その発見以来、ブラックウォーター地域1号遺跡は、国じゅうの学術団体や組織による科学的な調査の焦点となっている。カーネギー学会、スミソニアン学術協会、自然科学アカデミー、国立科学基金、合衆国国立博物館、国立地理学協会、その他12以上の主要な大学が、ブラックウォーター渓谷での調査に資金を提供したかまたは参加した。
さらに、追加の調査の遺跡の長期にわたる大きな可能性と公衆の興味のために、遺跡は1982年に国立登録史跡に組み込まれ、さらに最近国定歴史建造部と宣言された。

## 経済
町と周辺のコミュニティは牛の牧場と酪農、ピーナッツ、穀物を含む農業に、サービス業と同様強く依存している。ポーテイルズの経済は18マイル北にあるキャノン空軍基地に関連づけられてもいる。基地はポーテイルズに150の単一の家族の住居を、賃貸された軍関係の住宅エリアでまかなっている。小売業者はウォルマート、ダウンタウン地域の小さな個人商店、IGA食料品商、安売り店とオールサプズ・コンビニエンスストアがある。ポーテイルズには一軒のバーがある。

## 人口動勢
以下は2000年国勢調査における人口統計データである。
基礎データ
- 人口: 11,131人
- 世帯数: 4,188世帯
- 家族数: 2,659家族
- 人口密度: 627.4/km² (1,624.9/mi²)
- 住居数: 4,862軒
- 住居密度: 274.0/km² (709.7/mi²）

人種別人口構成
- 白人: 68.80%
- アフリカン・アメリカン: 2.28%
- ネイティブ・アメリカン: 1.12%
- アジア人: 0.96%
- 太平洋諸島系: 0.09%
- その他の人種: 23.39%
- 混血: 3.35%
- ヒスパニック・ラテン系: 38.13%

世帯と家族（対世帯数）
- 世帯数: 4,188世帯
- 18歳未満の子供がいる: 33.6%
- 結婚・同居している夫婦: 45.3%
- 未婚・離婚・死別女性が世帯主: 14.2%
- 非家族世帯: 36.5%
- 単身世帯: 27.8%
- 65歳以上の老人1人暮らし: 10.0%
- 平均構成人数
  - 世帯: 2.49人
  - 家族: 3.09人

年齢別人口構成
- 18歳未満: 26.3%
- 18-24歳: 20.1%
- 25-44歳: 25.4%
- 45-64歳: 15.9%
- 65歳以上: 12.2%
- 年齢の中央値: 27歳
- 性比（女性100人あたりの男性の人口）
  - 総人口: 93.6人
  - 18歳以上: 89.8人

収入と家計
- 収入の中央値
  - 世帯: 24,658米ドル
  - 家族: 30,462米ドル
  - 性別
    - 男性: 27,080米ドル
    - 女性: 20,625米ドル
- 人口1人あたり収入: 12,935米ドル
- 貧困線以下
  - 対家族数: 18.8%
  - 対人口: 24.9%
  - 18歳未満: 25.5%
  - 65歳以上: 17.5%